# Швейцарська італійська
Італійська мова в Швейцарії або швейцарська італійська (італ. italianoswiss) — різновид італійської мови, яку викладають в італомовній частині Швейцарії. Італійською мовою розмовляють приблизно 700 000 людей у кантоні Тічино, у південній частині Граубюндена (кантон Граубюнден) та в решті країни.

## Характеристики
Наявність кальк у французькій та німецькій мовах означає наявність певних відмінностей у лексиці між стандартними регістрами італійської мови, що використовуються в Італії та Швейцарії. Прикладом можуть бути слова, що позначають посвідчення водія: в Італії це називається patente di driving, а в швейцарській італійській мові воно стає ліцензією на керування, від французького permis de conduire. Іншим прикладом є міжміський автобус: в Італії це буде Autobus або corriera, але в Швейцарії це Autopostale або posta, оскільки майже всі міжміські лінії обслуговуються дочірньою компанією Swiss Post.
Іншою помітною відмінністю є використання слова germanic для позначення німецького народу, а не german. Однак, як і в Італії, слово german використовується для позначення німецької мови.[4] В Італії слово germanic використовується в тому ж значенні, що й слово «Germanic» в англійській мові, посилаючись, наприклад, на  німецьку мову в цілому.
Radiotelevisione Svizzera di lingua Italiana — це головна мережа громадського мовлення Швейцарії в італомовних регіонах Швейцарії. Університет Лугано є головним університетом італомовної частини Швейцарії.
Вокальні відмінності між швейцарською італійською та материковою італійською майже відсутні. Фонологія дуже схожа на романську та ломбардську мови.

## Приклади
Нижче наведено кілька прикладів слів у тічіно, які відрізняються від італійської:
| Swiss Italian    | Italian                      | English Translation                          | Notes                                                                        |
| ---------------- | ---------------------------- | -------------------------------------------- | ---------------------------------------------------------------------------- |
| azione           | promozione, offerta speciale | special offer, sale                          | from German Aktion                                                           |
| comandare        | ordinare                     | to order (i.e. in a restaurant, bar, etc.)   | from French commander                                                        |
| evidente         | facile                       | easy                                         | from French évident                                                          |
| grippe           | influenza                    | flu, influenza                               | from both German Grippe and French grippe                                    |
| medicamento      | medicinale, farmaco          | drug, medicine                               | from French médicament                                                       |
| licenziato       | laureato                     | graduated (from a university)                | false friend: in Italian licenziato means dismissed from a job, fired        |
| messa a giorno   | aggiornamento                | update                                       | from French mise à jour                                                      |
| nota             | voto                         | grade (accomplishment in school)             | false friend: in Italian nota means school reprimand, notice or note (music) |
| pigione moderata | equo canone                  | rent control                                 | from French loyer modéré                                                     |
| riservare        | prenotare                    | to book, reserve                             | from French réserver                                                         |
| vignetta         | bollino, contrassegno        | tag (a label to exhibit, typically in a car) | from French vignette                                                         |

Як видно з цієї таблиці, а також у випадку з водійським посвідченням, описаному вище, швейцарська італійська мова має менше схожості з англійською мовою, ніж стандартна італійська мова, оскільки кальки з французької мови в швейцарській італійській мові збігаються зі словами латинського походження в англійській мові частіше, ніж стандартні італійські слова.

## Чим швейцарська італійська відрізняється від італійської, якою говорять в Італії?
Маючи близько 700 000 носіїв, швейцарська італійська є однією з офіційних мов Швейцарії та третьою за поширеністю після швейцарської німецької та швейцарської французької. Проте, якщо ви вивчали лише стандартну італійську мову та вирішили відвідати Швейцарію, ви можете заплутатися. Які саме відмінності між італійською мовою, якою говорять у Швейцарії, та італійською, якою говорять в Італії?
Як відомо, італійська мова не всюди однакова. В Італії словниковий запас, вирази та іноді навіть граматичні конструкції змінюються від одного регіону до іншого. І швейцарська італійська, точніше з кантонів Тічино та Граубюнден, не є винятком. Подібно до італійської, якою розмовляють у Ломбардії, Тоскані чи Сицилії, вона має свої регіональні варіації. Але швейцарська італійська, можливо, ще більше відрізняється і, звичайно, менш відома. Мало того, що Тічино та Граубюнден розташовані на географічній межі італомовного світу, вони також ізольовані від Італії політично та культурно. Вони належать до окремого адміністративного та мовного середовища, де постійно відбувається взаємодія між італійською та іншими швейцарськими мовами — переважно французькою та німецькою.
Італійські туристи, які подорожують до італомовної Швейцарії, мають труднощі з розумінням усіх слів, які говорять у регіоні. Подібним чином тим, хто розмовляє швейцарською італійською мовою, потрібен деякий час, щоб звикнути до стандартної італійської мови. Згідно з офіційними словниками, швейцарська італійська мова має понад 200 слів, які не вживаються в стандартній італійській мові. Більше того, значення деяких італійських слів змінилося протягом багатьох років у Швейцарії.
Ви дивитесь на повсякденні слова, які визначають такі поняття, як «класи», «спеціальні пропозиції», «бронювання» або «самообслуговування». Ці незначні відмінності можуть обмежити розуміння для людей, які не знають, як розвивалася мова, і вам доведеться мати справу з ними незалежно від вашої галузі чи ніші.
Припустимо, ви використали стандартні італійські слова замість місцевих версій. У такому випадку ви можете швидко спричинити плутанину серед швейцарців, які розмовляють італійською мовою, через що їм буде складно зрозуміти ваші повідомлення та зв’язатися з вашим вмістом.
Крім цих відмінностей, професійні перекладачі також звертаються до різноманітності граматики та синтаксису. Італійська мова, якою розмовляють у Швейцарії, використовує артиклі та прийменники по-різному, а в деяких випадках по-різному визначає рід — в італійській мові кожен іменник має рід.
Залежно від контексту ваш вміст може здатися трохи смішним або навіть образливим. Незважаючи на те, що туристи можуть дозволити собі робити ці помилки, бренди, які прагнуть створити надійну присутність в італомовних регіонах Швейцарії, повинні переконатися, що вони правильно спілкуються з місцевою аудиторією.

## Дивіться також
- Мови Швейцарії
- Італійська імміграція до Швейцарії
- Відносини Італії та Швейцарії